# Infortunio
L'infortunio è un evento accidentale, con effetto lesivo e talvolta letale, ovvero un evento dannoso, imprevedibile, violento, fortuito ed esterno che produce lesioni obiettivamente constatabili e che produca come effetto inabilità temporanea, invalidità permanente, oppure morte. 
Le cause possono essere fisiche (traumi, sforzi, caldo e freddo, energia barica, energie radianti, energia elettrica), chimiche (caustici, sostanze tossiche), oppure biochimiche (tossine biologiche o sostanze allergizzanti). 

## Infortunio fisico
Il termine infortunio è usato per descrivere un evento che colpisce il corpo di una persona. Nelle assicurazioni, ove il fenomeno acquista particolare rilevanza, esso è definito un evento fortuito, esterno e violento che provoca lesioni constatabili aventi come conseguenza la morte, l'inabilità temporanea o l'invalidità permanente del soggetto che ne è vittima.
Dal punto di vista medico, l'infortunio è causa di danni fisici (come fratture, contusioni, abrasioni, crampi, lussazioni eccetera) che sono temporanei o permanenti.

## Infortunio stradale
Un particolare tipo di infortunio è quello derivante da incidenti stradali. Nel 2002 in Italia gli incidenti stradali hanno provocato 7.075 morti (circa il 78 per cento di sesso maschile) e migliaia di feriti. Tra la popolazione giovanile, l'incidente rappresenta la causa più frequente di decesso:  il 46% dei decessi registrati tra i 15 e i 25 anni avviene in seguito ad un incidente stradale (1.421 decessi su 3.077 totali). La percentuale scende con l'avanzare dell'età (fascia 25-34: 27%; fascia 35-44: 9%). Con l'età scende anche il numero assoluto dei decessi per incidente stradale: ad esempio nella fascia 45-54 anni ci sono annualmente 752 decessi, praticamente la metà del numero registrato tra i ragazzi giovani (fonte ISTAT - cause di morte - dati 2002 - tavola 3).

## Infortunio domestico
Sono numerosi anche i casi di infortunio che avvengono nell'ambito domestico (abitazione e pertinenze).

## Infortunio sul lavoro
Si tratta di danni subiti dalla persona per una causa violenta sul luogo di lavoro. L'INAIL pubblica periodicamente statistiche ed informazioni relativi agli incidenti sul lavoro.
Quando si verifica un infortunio sul lavoro, ne va immediatamente fornita comunicazione al datore di lavoro, il quale ha l'obbligo di denunciare entro due giorni (dal momento in cui riceve la documentazione del dipendente) l'accaduto all'INAIL.
Secondo i dati diffusi da INAIL, la prima causa di morte sul lavoro è data dagli incidenti stradali.